# 圣皮埃尔德布瓦
圣皮埃尔德布瓦（法語：Saint-Pierre-des-Bois，法語發音：[sɛ̃ pjɛʁ de bwa]）是法国萨尔特省的一个市镇，属于拉弗莱什区。

## 地理
圣皮埃尔德布瓦（47°56'25"N, 0°8'26"W）面积7.54 平方千米，位于法国卢瓦尔河地区大区萨尔特省，该省份为法国西北部内陆省份，北起顺时针与奥恩省、厄尔-卢瓦省、卢瓦-谢尔省、安德尔-卢瓦尔省、曼恩-卢瓦尔省和马耶讷省接壤，是法国大西部的入口，连接卢瓦尔河谷、布列塔尼和巴黎盆地。
与圣皮埃尔德布瓦接壤的市镇（或旧市镇、城区）包括：热河畔瓦隆、尚特奈-维勒迪约。

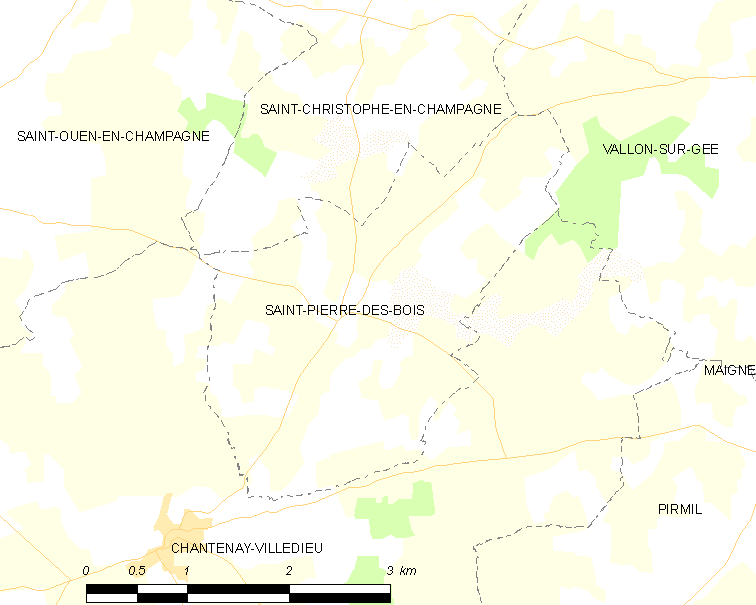
圣皮埃尔德布瓦的OSM定位图

圣皮埃尔德布瓦的时区为UTC+01:00、UTC+02:00（夏令时）。

## 行政
圣皮埃尔德布瓦的邮政编码为72430，INSEE市镇编码为72312。

## 政治
圣皮埃尔德布瓦所属的省级选区为卢埃县。

## 人口

1962-2008年间圣皮埃尔德布瓦人口变化图示

圣皮埃尔德布瓦于2022年1月1日时的人口数量为225人。